# Spizocorys
Spizocorys es un género  de aves paseriformes perteneciente a la familia  Alaudidae.

## Especies
- Alondra piquirrosa – Spizocorys conirostris (Sundevall, 1850)
- Alondra de Sclater – Spizocorys sclateri (Shelley, 1902)
- Alondra de Obbia – Spizocorys obbiensis (Witherby, 1905)
- Alondra enmascarada – Spizocorys personata (Sharpe, 1895)
- Alondra de Botha – Spizocorys fringillaris (Sundevall, 1850)
- Alondra de Stark – Spizocorys starki (Shelley, 1902)